# Парнис
Па́рнис (др.-греч. Πάρνης; греч. Πάρνηθα — Па́рнифа или Па́рнита) — гора в Греции, к северу от Афин, в Западной Аттике в периферии Аттика. Самый высокий пик — Карамбо́ла (или Караво́ла, греч. Καραμπόλα, Καραβόλα) высотой 1412 м. Покрыта соснами в нижней части, преимущественно сосной алеппской (Pinus halepensis), пихтой кефалинийской (Abies cephalonica) — в средней. Зимой покрывается снегом.
Создан национальный парк «Парнис». Здесь растёт эндемик — колокольчик Campanula celsii.
Гора имеет 16 пиков высотой более 1000 м и 43 — выше 700 м. Это Карамбола (1412 м), О́рнио (1350 м), Авго́ (1201 м), Платову́ни (1163 м), Кира́ (1160 м), Фламбу́ри (1158 м), Аэ́рас (1126 м), Ксерову́ни (1121 м) и Маврову́ни (1091 м).
Большинство деревень близ Парнис основаны арванитами. Близ Парниты находятся Ахарне и древний город Фили. Здесь находилось древнее поселение Декелея.